# TV4 Öst
TV4 Öst var en av de 24 lokala en TV-stationerna som tillhörde TV4. Den sände över Norrköping och Linköping med omnejd.
Fram till år 2001 ägdes stationen till 60 procent av TV4 AB och till 40 procent av TV Öst Pansell & Briggert AB. År 2001 blev stationen istället ett helägt dotterbolag till TV4. Senare samma höst meddelade TV4 att verksamheten skulle flytta från Linköping till Norrköping.
År 2009 delade TV4-gruppen upp stationen i två editioner, TV4 Norrköping och TV4 Linköping.